# Barbaceniopsis vargasiana
Barbaceniopsis vargasiana là một loài thực vật có hoa trong họ Velloziaceae. Loài này được (L.B.Sm.) L.B.Sm. miêu tả khoa học đầu tiên năm 1962.